# Historia w literaturę przekuwana
Historia w literaturę przekuwana – seria wykładów wygłoszonych przez Teodora Parnickiego wydana w 1980 roku.
Wydanie obejmuje całość wykładów wygłoszonych przez Parnickiego na Uniwersytecie Warszawskim w roku akademickim 1972/1973 zaproszonego w charakterze Guest Professora przez  profesora Jana Zygmunta Jakubowskiego. Tematem wykładów była droga Parnickiego do pisarstwa, jego wczesne utwory: Hrabia Julian i król Roderyk, Aecjusz, ostatni Rzymianin, Srebrne orły i szczególnie obszernie omówione Słowo i ciało. Pisarz przedstawił szeroko swój stosunek do Sienkiewicza oraz powody dla których w późniejszej twórczości odszedł od powieści ściśle historycznej ku historyczno-fantastycznej.